# Eric Clapton's Rainbow Concert
Eric Clapton's Rainbow Concert er et live-album optaget på Londons Rainbow Theatre den 13. januar 1973 og udgivet samme år. Koncerten var arrangeret af Pete Townshend og markerede Eric Claptons come-back efter de i 1971 afspillede koncerter kaldet The Concert for Bangladesh. I året efter Rainbow-koncerten kom Clapton sig fra sit heroinmisbrug og indspillede albummet 461 Ocean Boulevard.
Den 13. januar 1995 udkom en revideret udgave af albummet i anledningen af koncertens 22-års jubilæum. Desuden udkom ved det 25. jubilæum en bootleg-version.

## Medvirkende
- Eric Clapton – lead guitar og vokal
- Pete Townshend – guitar og vokal
- Ronnie Wood – guitar og vokal
- Ric Grech – basguitar
- Steve Winwood – keyboard og vokal
- Jim Capaldi – trommer
- Jimmy Karstein – trommer
- Rebop Kwaku Baah – percussion

## Spor
1. Layla
2. Badge
3. Blues power
4. Roll it over
5. Little Wing
6. Bottele of red wine
7. After midnight
8. Bell Bottom blues
9. Presence of the lord
10. Tell the truth
11. Pearly queen
12. Key to the highway
13. Let it rain
14. Crossroads